# 外陰搔癢
外陰搔癢是指生殖器區域發生想要抓癢的感觉。通常專指外阴或阴道瘙痒，肛門瘙癢则另当别论。严重的外陰搔癢，包括：持续时间长、程度严重，或伴隨异常阴道分泌物。它会严重影响个人的生活品质。
在女性，常见原因包括念珠菌性外阴阴道炎、细菌性阴道病、滴虫病、过敏或刺激反应與萎缩性阴道炎。常见的刺激物包括乳胶避孕套、殺精劑和香料。其他可能原因包括皮肤癣菌病、陰虱、疥疮、異位性皮膚炎、乾癣和硬化性苔癬 。極少數可能由外阴癌造成。通常依症状和身體检查诊断。
可能的话，治疗需解决根本原因。其他包括避免使用阴道「清洁」产品和乳霜等可能的刺激物，並穿著宽松合身的衣服 。可以继续使用清水和不含香料與色素的肥皂清洗，與使用凡士林。外用類固醇乳膏和抗組織胺藥物可能有效。更年期后，使用雌激素(藥物)乳膏可治疗萎缩性阴道炎。這個情況好發於年轻女孩和妇女中。